# Anchusa capensis
Anchusa capensis är en strävbladig växtart som beskrevs av Carl Peter Thunberg. Anchusa capensis ingår i släktet oxtungor, och familjen strävbladiga växter. Inga underarter finns listade i Catalogue of Life.

## Bildgalleri

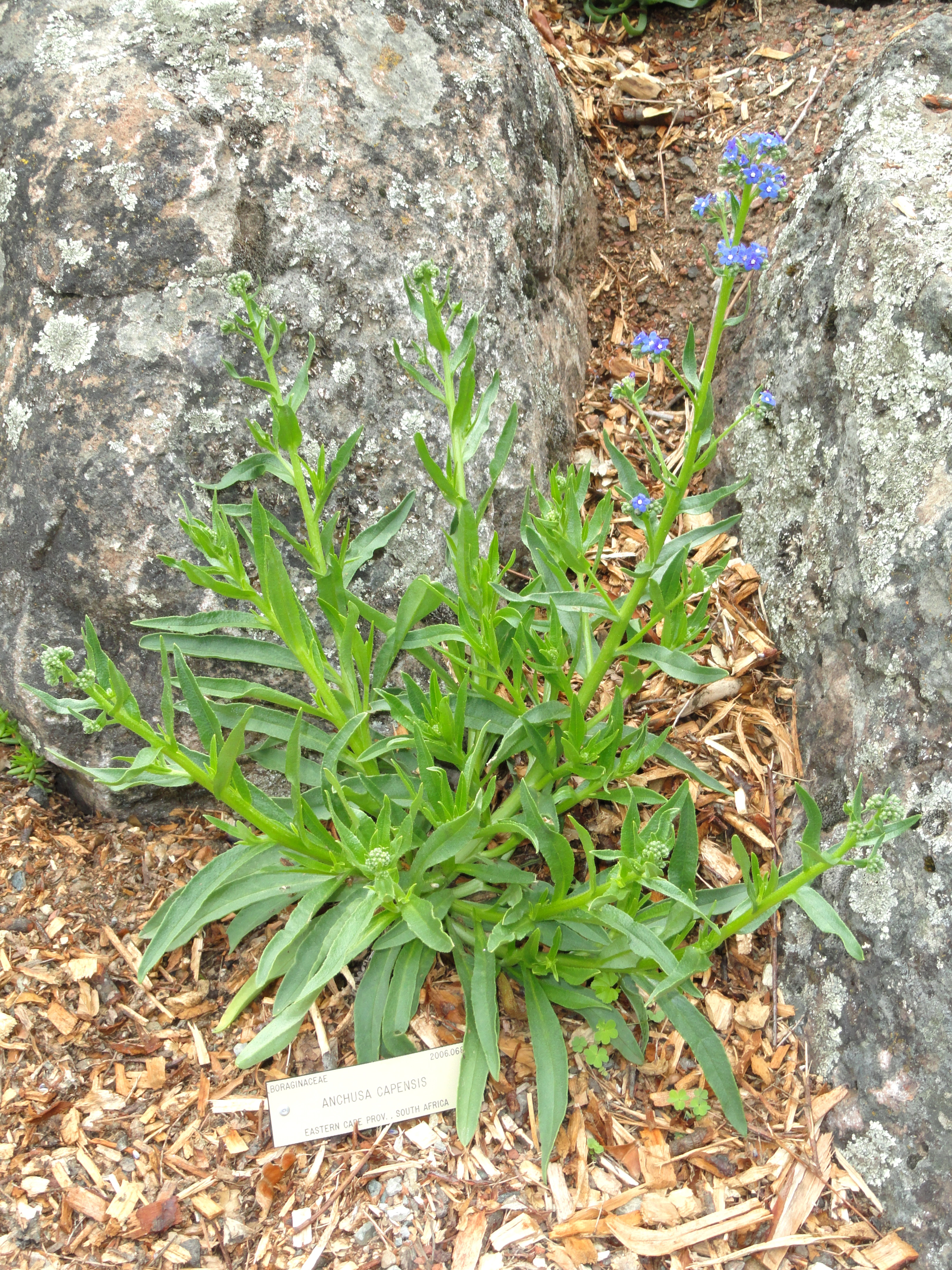
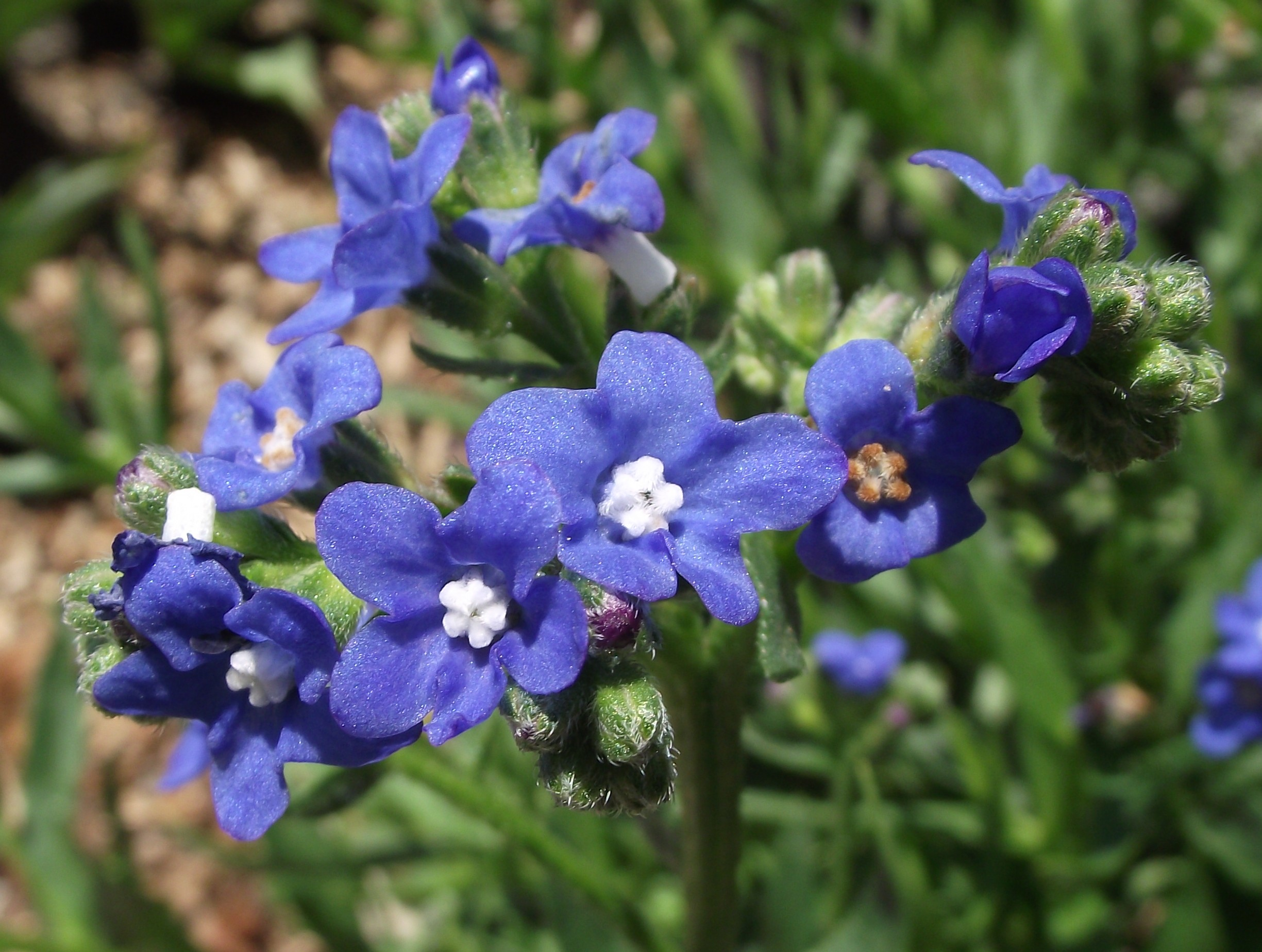